# … und der Himmel steht still

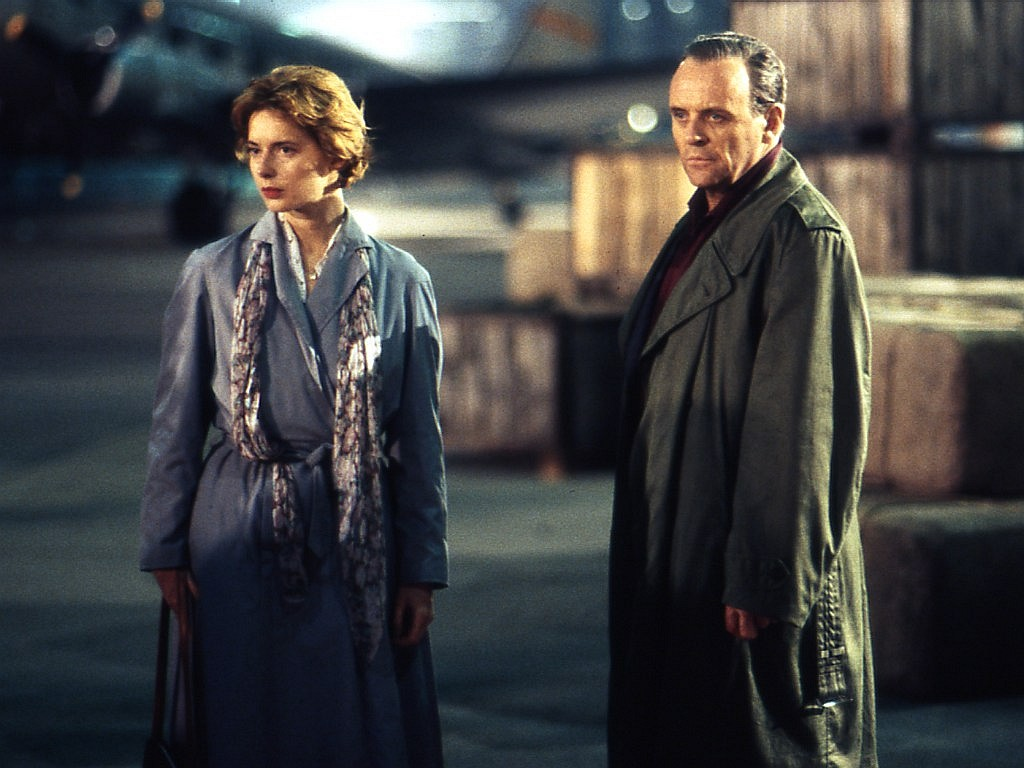
Isabella Rossellini und Anthony Hopkins bei den Dreharbeiten zu ... und der Himmel steht still.

… und der Himmel steht still ist ein deutsch-britisches Filmdrama von John Schlesinger aus dem Jahr 1993 nach dem Roman Unschuldige (Originaltitel: The Innocent, 1989) von Ian McEwan.

## Handlung
Der Nachrichtentechniker Leonard Marnham wird 1955 nach West-Berlin versetzt, um als Techniker an der Operation Gold mitzuarbeiten. Es kommt immer wieder zu Auseinandersetzungen mit dem ihm vorgesetzten US-Offizier Bob Glass. Als Marnham auf die Berlinerin Maria trifft, verliebt er sich in sie. Es fällt ihm immer schwerer, seine Arbeit von seinem Privatleben zu trennen. Schließlich wird er durch Maria in eine Kriminalgeschichte verwickelt.

## Kritik
„Oscar-Preisträger John Schlesinger (‚Asphalt-Cowboy‘) verfilmte an Originalschauplätzen in Berlin den Bestseller-Roman ‚The Innocent‘ von Ian McEwan. Das Resultat ist nicht nur ein ergreifendes Werk über Liebe und Leid, Loyalität und Verrat, sondern auch eine Reflexion [sic!] über die unvergleichliche Stadt mit den zwei Gesichtern.“